# Handley Page H.P.43
Die Handley Page H.P.43 war ein dreimotoriger britischer Truppentransporter des britischen Herstellers Handley Page Aircraft Company vom Anfang der 1930er Jahre.

## Geschichte und Konstruktion
Das Truppentransportflugzeug Handley Page 43 stellt die militärische Ausführung des Verkehrsflugzeuges HP 42 Hannibal dar. Die Tragflächen, aus Dural hergestellt, werden durch schräg gestellte Stielpaare verstrebt.
Zum Antrieb des Flugzeuges dienen drei luftgekühlte Sternmotoren. Zwei der Motoren befinden sich auf dem Unterflügel links und rechts neben dem Rumpf, der dritte unter der Flügelnase des Oberflügels. Alle drei Motoren treiben je eine vierflügelige Holzluftschraube an. Die Brennstoff- und Ölbehälter sind in den jeweiligen Motorengondeln untergebracht. Der Rumpf aus geschweißtem Stahlrohr besitzt im Vorderteil einen MG-Stand, dahinter den Führerraum, anschließend der Transportraum für 30 vollausgerüstete Soldaten, ferner einen zweiten MG-Stand und hinter dem geteilten Seitenleitwerk im Heck des Rumpfes einen dritten MG-Stand. Alle drei MG Stände sind mit Vickers Doppel MG ausgerüstet, die auf drehbaren MG Ringen beweglich montiert sind.

## Militärische Nutzung
Vereinigtes Königreich
- Royal Air Force

## Technische Daten
| Kenngröße             | Daten                                       |
| --------------------- | ------------------------------------------- |
| Besatzung             | 5                                           |
| Länge                 | 23,88 m                                     |
| Spannweite            | 34,75 m                                     |
| Höhe                  | ? m                                         |
| Flügelfläche          | ? m²                                        |
| Leermasse             | 8.700 kg                                    |
| Startmasse            | max. 12.700 kg                              |
| Antrieb               | drei Bristol Pegasus mit je 520 PS (382 kW) |
| Höchstgeschwindigkeit | 210 km/h                                    |
| Dienstgipfelhöhe      | 3.200 m                                     |
| Steigzeit             | 3.000 m in 46 min.                          |
| Reichweite            | 1.000 km                                    |
| Bewaffnung            | drei 7,7-mm-MG                              |
| Truppen               | 30                                          |